# Удостоверение личности жителя Гонконга
Удостоверение личности жителя Гонконга (кит. трад. 香港身份證, англ. Hong Kong identity card, сокращённо — HKID) — удостоверение личности жителей специального административного района Гонконг. Этот документ обязаны иметь все жители Гонконга, достигшие 11-летнего возраста и проживающие в Гонконге, независимо от их гражданства. Выдаётся Департаментом иммиграции Гонконга.
Согласно Постановлению о регистрации лиц (Глава 177), все жители в возрасте 11 лет и старше, проживающие в Гонконге более 180 дней, должны в течение 30 дней с момента достижения 11-летнего возраста или прибытия в Гонконг зарегистрироваться для получения карты удостоверения личности жителя Гонконга. В обращении находится около 8,8 миллионов удостоверений личности жителя Гонконга.

## Виды удостоверений личности жителя Гонконга
Существует два вида удостоверений личности жителя Гонконга:
- Удостоверение личности постоянного жителя Гонконга (кит. трад. 香港永久性居民身份證, англ. Hong Kong permanent identity card) указывает, что владелец имеет право на постоянное проживание в Специальном административном районе Гонконг. Владелец этой карты либо родился на территории Гонконга с китайским гражданством, либо обосновался в Гонконге на постоянное место жительства до 1997 года, либо проживает в Гонконге более 7 лет. Право на получение паспорта САР Гонконг имеют только владельцы удостоверения личности постоянного жителя Гонконга с китайским гражданством.
- Удостоверение личности жителя Гонконга (кит. трад. 香港身份證, англ. Hong Kong identity card), в котором не указано права на постоянное проживание в Специальном административном районе Гонконг. Владелец этой карты проживает в Гонконге временно по визе, либо проживает в Гонконге менее 7 лет. После 7-летнего проживания владелец этой карты иметь право обменять эту карту на карту постоянного вида.

## Внешний вид карты

### Карты третьего и четвёртого поколения (с 2003 года по настоящее время)
- Имя в традиционных китайских иероглифах (если имеется)
- Имя на латинице
- Имя в китайском телеграфном коде (если имеется)
- Дата рождения (дд-мм-гггг)
- Пол
- Коды
- Цифровое изображение владельца
- Месяц и год первой регистрации
- Дата текущей регистрации (дд-мм-гг)
- Номер удостоверения личности

| Коды | |
| ***  | владелицу 18 лет или больше, и имеет право на получение разрешения на повторный въезд в САР Гонконг.          |
| *    | владелицу от 11 до 17 лет, и имеет право на получение разрешения на повторный въезд в САР Гонконг.            |
| A    | владелец имеет право на постоянное проживание в САР Гонконг.                                                  |
| C    | срок пребывания владельца в САР Гонконг ограничивался Директором иммиграции на момент регистрации карты.      |
| R    | владелец имеет право приземлиться в САР Гонконг.                                                              |
| U    | срок пребывания владельца в САР Гонконг не ограничивался Директором иммиграции на момент регистрации карты.   |
| Z    | указанным местом рождения владельца является Гонконг.                                                         |
| X    | указанным местом рождения владельца является континентальный Китай.                                           |
| W    | указанным местом рождения владельца является Макао.                                                           |
| O    | указанное место рождения владельца находится в других странах.                                                |
| B    | место рождения или дата рождения владельца изменились с момента первой регистрации.                           |
| N    | имя владельца было изменено с момента первой регистрации, даже если было добавлено или удалено китайское имя. |